# John Bryant (strzelec)
John Henry Bryant Jr (ur. 26 listopada 1930, zm. 31 maja 2010) – australijski strzelec, olimpijczyk.
Wystąpił na igrzyskach olimpijskich w Melbourne (1956), gdzie pojawił się w jednej konkurencji. Zajął 9. miejsce w trapie (startowało 32 strzelców).
Zmarł w maju 2010 roku. Tuż przed śmiercią został przyjęty do „Victorian Shooters Hall of Fame”. Żonaty z Linley, w chwili śmierci miał czworo dzieci i ośmioro wnucząt.

## Wyniki olimpijskie
| Igrzyska | Konkurencja | Wynik    | Miejsce | Źródło |
| -------- | ----------- | -------- | ------- | ------ |
| IO 1956  | Trap        | 176 pkt. | 9       | [ 2 ]  |